# Liste der Bodendenkmale in Schwienau
In der Liste der Bodendenkmale in Schwienau sind alle Bodendenkmale der niedersächsischen Gemeinde Schwienau aufgelistet. Die Quelle ist der Denkmalatlas Niedersachsen. Der Stand der Liste ist der 11. September 2024.
In den Spalten finden sich folgende Informationen des Bodendenkmales :
- Lage        : geographische Koordinaten
- Bezeichnung : Bezeichnung lt. Denkmalatlas
- Beschreibung: Beschreibung lt. Denkmalatlas
- ID          : Objekt-ID
- Bild        : Bild, ggf. zusätzlich mit Link zu weiteren Fotos im Medienarchiv Wikimedia Commons.

## Linden
| Lage                         | Bezeichnung          | Beschreibung | ID       | Bild |
| ---------------------------- | -------------------- | --- | -------- | ---- |
| 52° 59′ 46″ N, 10° 20′ 52″ O | Linden 15, Grabhügel | Flach gewölbt, Dm. ca. 11 m und H. von 0,7 m. Ränder laufen sanft aus. | 32206010 | BW   |
| 52° 59′ 47″ N, 10° 21′ 38″ O | Linden 17, Grabhügel | Annähernd rund, Dm. 17 m und H. 1,1 m. Schwach überpflügt und in der Mitte eine kleine Delle. | 32203707 | BW   |
| 52° 59′ 46″ N, 10° 21′ 41″ O | Linden 18, Grabhügel | Deutlich abgesetzt, Dm. 21 m und H. 1,5 m. | 32203572 | BW   |
| 52° 59′ 43″ N, 10° 21′ 40″ O | Linden 19, Grabhügel | Dm. 15 m und H. 0,7 m. Stark durchwühlt und geht in die Böschung des angrenzenden Waldweges über. | 32203708 | BW   |
| 52° 58′ 34″ N, 10° 23′ 5″ O  | Linden 23, Grabhügel | Flach gewölbte Kuppe und sanft auslaufenden Rändern, Durchmesser ca. 9 m und Höhe ca. 0,6 m, Oberfläche völlig zergraben, Nord-Teil stark abgetragen. | 32206496 | BW   |
| 52° 58′ 33″ N, 10° 22′ 52″ O | Linden 25, Grabhügel | Flach, Dm. 11 m und H. 0,55 m. Ränder nur schwach abgesetzt. | 32206497 | BW   |
| 52° 58′ 28″ N, 10° 21′ 33″ O | Linden 31, Grabhügel | | 32203644 | BW   |
| 52° 58′ 35″ N, 10° 21′ 34″ O | Linden 32, Grabhügel | O-W gerichteter Langhügel, L. 26 m, Br. 11 m und H. noch 0,8 m. | 32204181 | BW   |
| 52° 58′ 36″ N, 10° 21′ 27″ O | Linden 33, Grabhügel | Durchmesser ca. 20 m und Höhe ca. 1,4 m. | 32204183 | BW   |
| 52° 58′ 32″ N, 10° 21′ 23″ O | Linden 34, Grabhügel | | 32204448 | BW   |
| 52° 58′ 39″ N, 10° 20′ 53″ O | Linden 54, Grabhügel | Kräftig gewölbt, rund, Dm. 15 m und H. 0,8 m. Ränder laufen aus und Hügelmitte ist leicht eingesunken. | 32206498 | BW   |
| 52° 59′ 6″ N, 10° 20′ 5″ O   | Linden 59, Damm      | Staudamm am ehemaligen Südwestrand des Lindener Teiches, sowohl der Teich als auch der Damm sind in Blatt 84 der Kurhannoverschen Landesaufnahme von 1775 verzeichnet. Laut Aussage eines Anwohners wurden in der ehemaligen Teichzone bis ins 20. Jh. hinein noch Aale gezüchtet. | 32204041 | BW   |

### Linden 1
- ID:32206904
- Grabhügelfeld

| Lage                         | Bezeichnung | Beschreibung | ID       | Bild |
| ---------------------------- | ----------- | --- | -------- | ---- |
| 52° 59′ 32″ N, 10° 20′ 8″ O  | Linden 1    | Flach gewölbte Kuppe mit abgesetzten Rändern, Durchmesser ca. 13 m und Höhe ca. 1 m.                                                              | 32209873 | BW   |
| 52° 59′ 32″ N, 10° 20′ 7″ O  | Linden 2    | Kräftig gewölbt, Dm. 12 m und H. 0,9 m.Ränder laufen sanft aus.                                                                                   | 32210256 | BW   |
| 52° 59′ 32″ N, 10° 20′ 6″ O  | Linden 3    | Flache Kuppe, Durchmesser ca. 10 × 8 m und Höhe ca. 0,50 m.                                                                                       | 32210257 | BW   |
| 52° 59′ 33″ N, 10° 20′ 8″ O  | Linden 4    | Flach gewölbt, Dm. 13 m und H. 1 m. | 32210258 | BW   |
| 52° 59′ 34″ N, 10° 20′ 7″ O  | Linden 5    | Flach, Dm. 14 m und H. 1,1 m. | 32210602 | BW   |
| 52° 59′ 32″ N, 10° 20′ 2″ O  | Linden 6    | Sehr flach, Dm. 5 m und H. von 0,3 m. Ränder laufen sanft aus. Von Pflanzfurchen überzogen.                                                       | 32203798 | BW   |
| 52° 59′ 32″ N, 10° 20′ 3″ O  | Linden 7    | Sehr flach, Dm. 7 m und H. 0,4 m. Ränder laufen sanft aus.                                                                                        | 32204415 | BW   |
| 52° 59′ 33″ N, 10° 19′ 56″ O | Linden 9    | Völlig zergraben, Dm. 13 m und H. noch 0,7 m. In der Mitte zwei große und drei mittlere Findlinge vorhanden, die auf einen Steinkammer hindeuten. | 32204416 | BW   |
| 52° 59′ 32″ N, 10° 20′ 2″ O  | Linden 10   | | 32204901 | BW   |
| 52° 59′ 31″ N, 10° 20′ 6″ O  | Linden 53   | Flach gewölbt, Dm. 12 m und H. 0,5 m. Auslaufende Ränder.                                                                                         | 32204902 | BW   |

### Linden 11
- ID:32206904
- Grabhügelfeld

| Lage                         | Bezeichnung | Beschreibung                                                                                 | ID       | Bild |
| ---------------------------- | ----------- | -------------------------------------------------------------------------------------------- | -------- | ---- |
| 52° 59′ 41″ N, 10° 20′ 38″ O | Linden 11   | Flach, Dm. 13 m und H. 1,1 m. Ränder abgesetzt. Das östliche Drittel von Schneise überzogen. | 32203455 | BW   |
| 52° 59′ 41″ N, 10° 20′ 40″ O | Linden 12   | Dm. ca. 12 m und H. ca. 0,9 m. Kuppe flach und Rand läuft sanft aus.                         | 32203456 | BW   |
| 52° 59′ 42″ N, 10° 20′ 41″ O | Linden 13   | Dm. ca. 16 m und H. ca. 1,3 m. Kuppe kräftig ausgeprägt und Rand abgesetzt.                  | 32203570 | BW   |
| 52° 59′ 43″ N, 10° 20′ 34″ O | Linden 51   | Flach gewölbt, rund mit auslaufenden Rändern, Dm. ca. 22 m und H. ca. 0,85 m.                | 32203571 | BW   |
| 52° 59′ 41″ N, 10° 20′ 32″ O | Linden 52   | Flach, rund, Dm. 18 m und H. 0,6 m. DRänder laufen flach aus. Bei Neuanpflanzung überpflügt. | 32204900 | BW   |

### Linden 41
- ID:32206904
- Grabhügelfeld

| Lage                         | Bezeichnung | Beschreibung | ID       | Bild |
| ---------------------------- | ----------- | --- | -------- | ---- |
| 52° 59′ 54″ N, 10° 20′ 10″ O | Linden 41   | | 32204446 | BW   |
| 52° 59′ 56″ N, 10° 20′ 11″ O | Linden 43   | Linsenartig, Dm. 10,5 m und H. 0,15 m. Sehr flach gewölbt und Oberfläche ist unregelmäßig.                                | 32204582 | BW   |
| 52° 59′ 58″ N, 10° 20′ 12″ O | Linden 44   | Flach gewölbt, Dm. 9 m und H. 0,1 m. Stark verflacht.                                                                     | 32203099 | BW   |
| 52° 59′ 58″ N, 10° 20′ 15″ O | Linden 45   | Flach gewölbt, Dm. 13 m und H. 0,5 m. Ränder laufen flach aus. Hügelmitte leicht eingesunken und Oberfläche unregelmäßig. | 32207432 | BW   |

## Melzingen
| Lage                         | Bezeichnung              | Beschreibung | ID       | Bild |
| ---------------------------- | ------------------------ | --- | -------- | ---- |
| 52° 59′ 37″ N, 10° 26′ 57″ O | Melzingen 21, Grabhügel  | Rund, Dm. 12 m und H. noch 0,6 m. Ränder abgesetzt. | 32206738 | BW   |
| 52° 59′ 40″ N, 10° 27′ 2″ O  | Melzingen 22, Grabhügel  | | 32203645 | BW   |
| 52° 59′ 39″ N, 10° 27′ 21″ O | Melzingen 24, Steinmal   | | 32205184 | BW   |
| 52° 59′ 24″ N, 10° 28′ 48″ O | Melzingen 29, Grabhügel  | Flach gewölbt, Dm. 11 m und H. 0,4 m. Über den Hügel verläuft ein Fahrweg.                                                                                    | 32203646 | BW   |
| 52° 59′ 24″ N, 10° 28′ 48″ O | Melzingen 31, Grabhügel  | Kräftig gewölbt, Dm. 18 m und H. 1,7 m. Vn Nord nach Süd durch Graben geschnitten. Im Westen ein großer Findling.                                             | 32203646 | BW   |
| 53° 0′ 1″ N, 10° 28′ 24″ O   | Melzingen 32, Grabhügel  | Flach gewölbt, Dm. 16 m und H. 0,8 m. | 32203883 | BW   |
| 53° 0′ 1″ N, 10° 27′ 58″ O   | Melzingen 33, Grabhügel  | Kräftig gewölbt, rund, Dm. 17 m und H. 1,4 m. Ränder gut abgesetzt. Durch fast verwachsenen Kopfstich gestört. Im Norden und Westen durch Ackerbau gefährdet. | 32203884 | BW   |
| 52° 59′ 41″ N, 10° 28′ 20″ O | Melzingen 34, Grabhügel  | Flach gewölbt, rund, Dm. 13 m und H. 0,5 m. | 32203362 | BW   |
| 52° 59′ 40″ N, 10° 28′ 21″ O | Melzingen 35, Grabhügel  | Flach gewölbt, rund, Dm. 14 m und H. noch 0,6 m. Oberfläche stark unregelmäßig.                                                                               | 32205547 | BW   |
| 52° 59′ 39″ N, 10° 28′ 23″ O | Melzingen 37, Grabhügel  | Kräftig gewölbt, rund, Dm. 15 m und H. 1,2 m. Im Süden halbmondförmig angegraben.                                                                             | 32206160 | BW   |
| 52° 59′ 38″ N, 10° 28′ 7″ O  | Melzingen 47, Steinkiste | | 32206669 | BW   |
| 52° 59′ 13″ N, 10° 27′ 23″ O | Melzingen 61, Grabhügel  | Rund, Dm. 11,5 m und H. 0,5 m. Rand läuft aus. Im Zentrum alte Einsenkungen.                                                                                  | 34596174 | BW   |

## Stadorf
| Lage                         | Bezeichnung           | Beschreibung | ID       | Bild |
| ---------------------------- | --------------------- | --- | -------- | ---- |
| 52° 59′ 47″ N, 10° 21′ 50″ O | Stadorf 1, Grabhügel  | Rund, Durchmesser ca. 17 m und Höhe ca. 0,80 m. Hügelhälfte.                                                            | 32205683 | BW   |
| 53° 0′ 4″ N, 10° 22′ 26″ O   | Stadorf 9, Grabhügel  | Flach gewölbt, rund, Durchmesser ca. 17 m und Höhe z.T. noch ca. 0,80 m.                                                | 32206740 | BW   |
| 53° 0′ 12″ N, 10° 21′ 25″ O  | Stadorf 13, Grabhügel | Rund, Dm. 16 m und H. 1,1 m. Schneise führt über die nördliche Hügelhälfte.                                             | 32206099 | BW   |
| 53° 0′ 15″ N, 10° 21′ 27″ O  | Stadorf 14, Grabhügel | Flach gewölbt, rund, Durchmesser ca. 9 m und Höhe ca. 0,30 m.                                                           | 32206100 | BW   |
| 53° 0′ 13″ N, 10° 21′ 23″ O  | Stadorf 15, Grabhügel | Flach, rund, Dm. 18 m und H. 0,5 m. Oberfläche etwas eingesunken.                                                       | 32206723 | BW   |
| 53° 0′ 13″ N, 10° 21′ 22″ O  | Stadorf 16, Grabhügel | Kräftig gewölbt, rund, Dm. ca. 17 m und H. ca. 1,2 m.                                                                   | 32206724 | BW   |
| 52° 59′ 15″ N, 10° 25′ 28″ O | Stadorf 18, Grabhügel | Flach gewölbt, Durchmesser ca. 21 × 18 m und Höhe ca. 1 m.                                                              | 32206886 | BW   |
| 52° 59′ 14″ N, 10° 25′ 26″ O | Stadorf 19, Grabhügel | Flach gewölbt, linsenartig, Durchmesser ca. 25 m und Höhe ca. 0,30 m.                                                   | 32203885 | BW   |
| 52° 59′ 19″ N, 10° 25′ 28″ O | Stadorf 20, Grabhügel | | 32204370 | BW   |
| 52° 59′ 53″ N, 10° 21′ 21″ O | Stadorf 25, Grabhügel | Langoval, kräfitg gewölbt, (Nord-Süd gerichtet) Länge ca. 21 m, Breite ca. 17 m und Höhe ca. 1,2 m, unebene Oberfläche. | 32204371 | BW   |

## Wittenwater

### Wittenwater 1
- ID:32205685
- Grabhügelfeld (Schwarzer Berg)

| Lage                        | Bezeichnung    | Beschreibung                                                                                                   | ID       | Bild |
| --------------------------- | -------------- | --- | -------- | ---- |
| 53° 0′ 14″ N, 10° 25′ 28″ O | Wittenwater 11 | Flach gewölbt, Dm. 14 m und H. 1,1 m. Oberfläche durch einige Löcher und Rinnen gestört.                       | 32206852 | BW   |
| 53° 0′ 17″ N, 10° 25′ 23″ O | Wittenwater 18 | Flach gewölbt, Dm. 17 m und H. 0,7 m. Oberfläche stark zerwühlt und am nördlichen Rand ein mittlerer Findling. | 32206725 | BW   |

### Wittenwater 19
- ID:32205685
- Grabhügelfeld (Abelberg)

| Lage                         | Bezeichnung    | Beschreibung | ID       | Bild |
| ---------------------------- | -------------- | --- | -------- | ---- |
| 52° 59′ 18″ N, 10° 25′ 33″ O | Wittenwater 19 | | 32206853 | BW   |
| 52° 59′ 19″ N, 10° 25′ 33″ O | Wittenwater 20 | | 32206973 | BW   |
| 52° 59′ 20″ N, 10° 25′ 34″ O | Wittenwater 21 | | 32206974 | BW   |
| 52° 59′ 22″ N, 10° 25′ 38″ O | Wittenwater 22 | | 32206975 | BW   |
| 52° 59′ 20″ N, 10° 25′ 29″ O | Wittenwater 24 | | 32206851 | BW   |
| 52° 59′ 21″ N, 10° 25′ 29″ O | Wittenwater 25 | Langhügel (Ost-West gerichtet), Länge 12 m, Breite ca. 8 m und Höhe ca. 0,30 m.                                                   | 32205006 | BW   |
| 52° 59′ 21″ N, 10° 25′ 28″ O | Wittenwater 26 | | 32205005 | BW   |
| 52° 59′ 21″ N, 10° 25′ 27″ O | Wittenwater 27 | | 32205241 | BW   |
| 52° 59′ 22″ N, 10° 25′ 29″ O | Wittenwater 29 | | 32205242 | BW   |
| 52° 59′ 22″ N, 10° 25′ 31″ O | Wittenwater 30 | Langhügel (Ost-West gerichtet), Länge ca. 24 m, Breite ca. 12 m und Höhe ca. 1,2 m.                                               | 32205379 | BW   |
| 52° 59′ 22″ N, 10° 25′ 32″ O | Wittenwater 32 | | 32205240 | BW   |
| 52° 59′ 23″ N, 10° 25′ 31″ O | Wittenwater 33 | | 32205380 | BW   |
| 52° 59′ 23″ N, 10° 25′ 29″ O | Wittenwater 34 | Flach gewölbt, rund, Durchmesser ca. 13 m und Höhe ca. 1,2 m.                                                                     | 32205381 | BW   |
| 52° 59′ 24″ N, 10° 25′ 28″ O | Wittenwater 38 | | 32205642 | BW   |
| 52° 59′ 23″ N, 10° 25′ 27″ O | Wittenwater 39 | Flach gewölbt, rund, Durchmesser ca. 11 × 7 m und Höhe ca. 0,40 m, zerpflügt, Süd-Hälfte von Weg überlaufen, dadurch leicht oval. | 32205738 | BW   |
| 52° 59′ 23″ N, 10° 25′ 26″ O | Wittenwater 40 | | 32206005 | BW   |
| 52° 59′ 24″ N, 10° 25′ 26″ O | Wittenwater 41 | Flach gewölbt, rund, Durchmesser ca. 10 m und Höhe ca. 0,20 m.                                                                    | 32206006 | BW   |
| 52° 59′ 24″ N, 10° 25′ 25″ O | Wittenwater 42 | Flach gewölbt, rund, Durchmesser ca. 9 m und Höhe ca. 0,4 m.                                                                      | 32206007 | BW   |
| 52° 59′ 24″ N, 10° 25′ 27″ O | Wittenwater 43 | Flach gewölbt, rund, Durchmesser ca. 9 m und Höhe ca. 0,30 m.                                                                     | 32206492 | BW   |
| 52° 59′ 24″ N, 10° 25′ 28″ O | Wittenwater 44 | Flach, rund, Durchmesser ca. 9 m und Höhe ca. 0,4 m.                                                                              | 32205737 | BW   |
| 52° 59′ 24″ N, 10° 25′ 27″ O | Wittenwater 45 | | 32206493 | BW   |